# إلين بلوم
إلين بلوم هي متسلقة جبال تزلج ‏ نرويجية، ولدت في 30 نوفمبر 1979 في مدينة بودو في النرويج.